# Objaw przetokowy
Objaw przetokowy, inaczej reakcja mechaniczna przedsionka - jest to objaw, który może być wywołany na skutek połączenia (przetoki) pomiędzy uchem środkowym a uchem wewnętrznym. Polega on na reakcji przedsionkowej (układu równowagi) na skutek zmian ciśnienia w uchu zewnętrznym, przy istniejącej perforacji błony bębenkowej.

## Lokalizacja
Przetoka zlokalizowana jest na przyśrodkowej ścianie jamy bębenkowej. Najczęściej powstaje ona na kanale półkolistym bocznym, rzadziej jest to okienko owalne lub okrągłe.

## Przyczyny
Warunkiem powstania objawu są procesy patologiczne struktur oddzielających ucho środkowe od wewnętrznego. Najczęściej są one spowodowane niszczącym kość procesem zapalnym toczącym się w uchu środkowym (przewlekłe perlakowe zapalenie ucha środkowego) lub urazem (złamanie kości skroniowej) lub także złośliwym nowotworem naciekającym kość skroniową.

## Technika wykonania
Do wykonania objawu przetokowego służy każdy mechanizm zmieniający ciśnienie w uchu zewnętrznym. Może być to:
- ssak uszny do odsysania wydzieliny;
- ucisk na skrawek;
- zatkanie przewodu słuchowego zewnętrznego;
- balon Politzera;
- oczyszczanie ucha wacikiem.

Przy istniejącej perforacji w błonie bębenkowej i jednoczesnej przetoce zmiany ciśnienia powietrza z przewodu słuchowego zewnętrznego przenoszą się przez perforacje w błonie bębenkowej na przetokę wywołując odkształcenie odsłoniętej części ucha wewnętrznego (najczęściej kanału półkolistego bocznego). Zmiana ciśnień powoduje odkształcenie i ruch endolimfy. Na skutek tego powstaje reakcja przedsionkowa. Jej objawami są zawroty głowy i oczopląs.
Niekiedy mimo istnienia przetoki w ścianie przyśrodkowej jamy bębenkowej objawu przetokowego wywołać nie można. Może być to spowodowane zamknięciem przetoki przez ziarninę zapalną lub nowotworową, a także przez perlaka. Objawu przetokowego nie udaje się wywołać także w uchu wewnętrznym zniszczonym przez proces zapalny (np. zwłóknienie po ropnym zapaleniu błędnika), czyli w porażonym błędniku.